# Жиганский наслег
Жиганский наслег или Жиганский эвенкийский национальный наслег — национальный наслег, муниципальное образование со статусом сельского поселения в Жиганском районе Якутии Российской Федерации.
Административный центр — село Жиганск.

## История
Статус и границы сельского поселения установлены Законом Республики Саха (Якутия) от 30 ноября 2004 года N 173-З N 353-III «Об установлении границ и о наделении статусом городского и сельского поселений муниципальных образований Республики Саха (Якутия)».

## Население
| 2002  | 2010  | 2011  | 2012  | 2013  | 2014  | 2015  |
| ----- | ----- | ----- | ----- | ----- | ----- | ----- |
| 3346  | ↗3421 | ↘3418 | ↗3433 | ↗3451 | ↘3416 | ↘3410 |
| 2016  | 2017  | 2018  | 2019  | 2020  | 2021  |       |
| ↗3414 | ↘3404 | ↘3399 | ↘3371 | ↘3328 | ↗3382 |       |

## Состав сельского поселения
| № | Населённый пункт | Тип населённого пункта       | Население |
| - | ---------------- | ---------------------------- | --------- |
| 1 | Жиганск          | село, административный центр | ↗3382     |